# Dustin Hoffman
Dustin Lee Hoffman, född 8 augusti 1937 i Los Angeles i Kalifornien, är en amerikansk skådespelare, regissör och producent.
Under 1960-talet medverkade Hoffman i gästroller i olika TV-serier. Han fick sitt genombrott med rollen som Benjamin Braddock i Mike Nichols film Mandomsprovet (1967) och etablerade sig därefter under 1970-talet som en av Hollywoods stora skådespelare. Han har spelat i filmer som Midnight Cowboy (1969), Papillon (1973), Maratonmannen (1976), Alla presidentens män (1976), Kramer mot Kramer (1979), Tootsie (1982), Rain Man (1988), Dick Tracy (1990), Wag the Dog (1997), Familjen är värre (2004), Stranger Than Fiction (2006) och The Meyerowitz Stories (2017). 
Hoffman har även gjort röstroller, däribland i Sagan om Despereaux (2008) och Kung Fu Panda-filmserien (2008–2016). År 2012 debuterade han som filmregissör med Kvartetten, med Maggie Smith och Tom Courtenay i rollerna. 
Dustin Hoffman har Oscarnominerats sju gånger och vunnit två, för Kramer mot Kramer (1979) och Rain Man (1988).

## Biografi

### Uppväxt
Dustin Hoffman föddes som den yngsta av två söner till Harry Hoffman (1902-1990) och Lillian Gold (1907-1982). Hans far var rekvisitör och scenograf på Columbia Pictures innan han blev möbelförsäljare. Hans mor var jazzpianist. Hans äldre bror Ronald blev advokat och ekonom. Hoffman är döpt efter stumfilmsskådespelaren Dustin Farnum. Även om familjen är judisk och härstammar från Ashkenazer som immigrerade från Kyiv i dåvarande Kejsardömet Ryssland och Rumänien så uppfostrades Hoffman icke religöst. Han har sagt: "Jag har inga minnen av att fira några judiska högtider när jag växte upp" och att han först insåg att han var judisk när han var runt 10 år gammal.
Hoffman examinerades från Los Angeles High School 1955 och började studera medicin på Santa Monica City College. Eftersom han initialt hoppades bli klassisk pianist läste han också musik på skolan. Studierna gick inget vidare och en vän föreslog att han skulle börja med teaterstudier då man inte kan bli underkänd som dramastudent. Om sin första lektion har han berättat: "Vi började repa och när jag till slut tittar på min klocka så har sex timmar passerat men det kändes som två minuter. Och när jag sedan studerade eller spelade piano så var det misär. Jag vaknade upp en dag och jag insåg att jag för första gången var mig själv när jag spelade någon annan."
Följande år avbröt han därför sina studier och började ta skådespelarundervisning på Pasadena Playhouse. Där studerade han under Lee Strasberg. När han berättade om sina skådespelarambitioner för sin familj ska hans faster ha uttryckt: "Du kan inte bli skådespelare. Du ser inte tillräckligt bra ut." Under sin utbilning blev han vän med skådespelaren Gene Hackman och de båda blev utbölingarna i klassen och framröstade till "minst sannolika att lyckas". Hoffman skulle spendera de kommande 10 åren med att söka efter roller samtidigt som han var arbetslös eller tog konstiga arbeten. Ett liv som han också porträtterade i den romantiska komedin Tootsie (1982).

### Tidig teaterkarriär
Hoffmans första roll var tillsammans med Hackman i pjäsen The Curious Miss Caraway på Pasadena Playhouse. Hackman flyttade snart till New York och Hoffman följde efter. Tillsammans med Robert Duvall bodde de ihop i olika kombinationer under sent 1950-tal och tidigt 1960-tal då alla tre letade efter skådespelarjobb. Hackman har berättat: "Tanken på att det skulle gå bra för oss inom film slog oss aldrig. Vi ville bara ha arbeten." Under denna period fick Hoffman några statistroller inom TV och reklam men i stort behov av en inkomst slutade han en kort period med skådespelande och blev lärare. Hoffman sökte sedan till Actors Studio men blev nekad inträde, istället fick han lektioner inom metodskådespeleri av Lee Strasberg i lokalerna.
Hoffman fick sin första professionella roll i Gertrude Steins off-Broadway uppsättning av Yes Is For a Very Young Man (1960). Han följde upp med en liten roll i Broadwaypjäsen A Cook for Mr. General (1961). Under sommaren 1962 medverkade han i pjäsen Write Me a Murder i Madison, Ohio. Han var också regiassistent åt regissören Ulu Grosbard på en off-Broadway uppsättning av The Days and Nights of BeeBee Fenstermaker där hans vän Duvall hade en av rollerna. 1964 medverkade han på Princeton Universitys uppsättning av Three Men on a Horse. Året därefter medverkade han i off-Broadway produktionen Harry, Noon and Night där han spelade tillsammans med Joel Grey. Han återförenades också med regissören Grosbard för en radiopjäs av En handelsresandes död och var regiassistent åt honom återigen i pjäsen Utsikt från en bro där både Duvall och Jon Voight medverkade. I pjäsen The Subject Was Roses (1965) var han inhoppare för Walter McGinn och även scenchef.
Hoffman fick sedan uppmärksamhet för sin huvudroll som Zoditch i den kritikerrosade pjäsen The Journey of the Fifth Horse (1966). Upssättningen filmades och sändes som ett avsnitt av antalogiserien NET Playhouse (1966). Han följde upp succén med en annan kritikerrosad pjäs – Eh? fick premiär den 16 oktober 1966 på Circle in the Square Theatre. På någon av Hoffmans föreställningar det året befann sig producenten och 3D-pionjären Sidney W. Pink som gav honom rollen som Jason Fister i Madigans miljon (1968). För sin insats i Eh? mottog Hoffman ett Drama Desk Award. Han gjorde sedan sin filmdebut med komedin The Tiger Makes Out (1967), där han hade en mycket liten roll bredvid Eli Wallach. Direkt efter inspelningarna flög han till Fargo i North Dakota för att regissera de två pjäserna Two for the Seesaw (1967) och The Time of Your Life (1967).

### Genombrott iMandomsprovet
Hoffman provspelade för huvudrollen i Broadwaymusikalen The Apple Tree 1966 som regisserades av Mike Nichols. Han misslyckades med att få rollen då Nichols inte tyckte om hans sångröst, istället gick den till Alan Alda. I övrigt var Nichols så imponerad av Hoffmans provspelning att han istället gav honom huvudrollen i hans kommande filmprojekt Mandomsprovet (1967). Producenterna och filmbolaget hade först tänkt sig Robert Redford i rollen som den nyexaminerade Benjamin Braddock som har ångest över vad han ska göra med sitt liv och inledder en affär med sin fars arbetskamrats fru Mrs. Robinson. Även om Life Magazine skämtade om Hoffmans utseende: "Om Dustin Hoffman skulle leva på sitt ansikte, hade han varit dömd till ett liv i fattigdom", så blev filmen en enorm framgång.

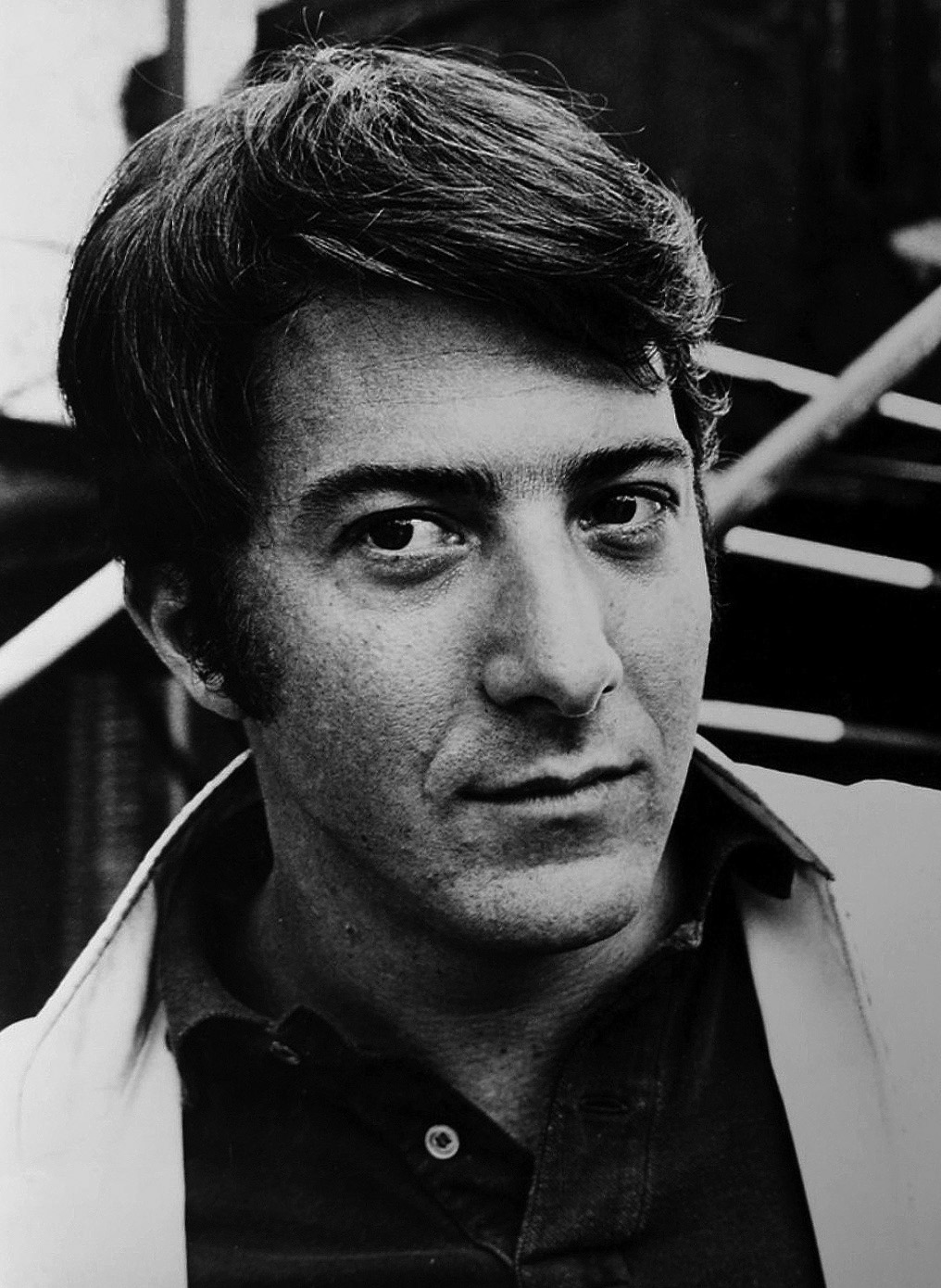
Pressfoto på Hoffman inför pjäsen Jimmy Shine, 1968.

Mandomsprovet blev det årets mest inkomstbringande film, blev nominerad till sju Oscars (däribland Hoffman som Bästa manliga huvudroll) samt blev unisont hyllad av kritiker och publik. Hoffman blev ett namn genom filmen där Time Magazine kallade honom för "en symbol för ungdom" och tyckte han representerade "en ny sorts skådespelare". Filmens manusförfattare Buck Henry menade att Hoffman var den första skådespelare som inte hade ett konventionellt vackert utseende och att Hoffman dessutom förändrade hur filmvärlden såg på utseende. Hoffmans framgångar förvånade hans gamla vänner som sade: "Du var den sista jag förväntade mig att lyckas". Författaren Jeff Lenburg har beskrivit hur tidningsredaktioner översvämmades av tusentals brev från beundrare till Hoffman och filmen som ville veta mer. Ett brev publicerades i The New York Times: "Jag identifierar mig med Ben... jag tänkte på honom som min spirituella broder. Han var förvirrad om sin framtid och om hans plats i världen, precis som jag. Det är en film man gillar snarare än förstår intellektuellt."
Även filmkritikern Rob Nixon tyckte Hoffman representerade en ny generation skådespelare som bröt med den traditionella filmstjärnan. Nixon försökte också beskriva hur viktig Mandomsprovet var för Hoffmans karriär: "I Mandomsprovet skapade han en varaktig resonans med Ben Braddock som gjorde honom till en stjärna över en natt och ledde in honom på en bana som skulle göra honom till en av tidernas största och mest respekterade skådespelare." Hoffman däremot gav Nichols hela äran för att ta risken att ge en relativt okänd skådespelare huvudrollen: "Jag känner inte till någon annan regissör som skulle gå så långt för att ta en chansning med en skådespelare som mig för den rollen. Det krävde otroligt mycket mod" sade Hoffman i en intervju.

Filmkritikern Sam Kashner påpekade en stark koppling mellan Hoffmans karaktär och en karaktär Nichols hade spelat med en karaktär i sin improvisationsgrupp Nichols and May (Elaine May). Manusförfattaren Henry märkte också av att Hoffman hade härmat Nichols beteenden: "De där små ljuden han gör är plockade rakt av från Mike". Efter Mandomsprovet avböjde Hoffman filmrollerna som erbjöds honom då han föredrog att återgå till teatern. Han återvände till teatern med titelrollen i Broadwaymusikalen Jimmy Shine (1968) där han vann ytterligare en Drama Desk Award.
"Jag var en teaterperson. Det var mina vänner också, Gene Hackman och Robert Duvall. Jag tänkte inte bli en filmstjärna. Jag skulle inte sälja ut mig. Vi ville bli riktigt bra skådespelare. Jag sade åt dem, 'Jag ska bara göra den här filmen. Oroa er inte, jag kommer tillbaka'."

-Hoffman om att återvända till teatern efter Mandomsprovet och varför han avböjde filmroller.

### Cementerat genombrott medMidnight Cowboy
Hoffman fick 20 000 dollar i betalning för sin medverkan i Mandomsprovet. Men efter skatt och sitt uppehälle under inspelningen hade han ungefär 4000 dollar kvar att leva på. När de pengarna tog slut ansökte han om arbetslöshetsförsäkring, vilket gav honom 55 dollar i veckan medan han bodde i en tvårummare i West Village, Manhattan. Vid den här tidpunkten blev han erbjuden huvudrollen i Midnight Cowboy (1969). Även om den sinande kassan var en stor anledning att tacka ja till rollen så har Hoffman hela tiden hävdat att den största anledningen var att filmkritiker börjat ifrågasätta hans bredd som skådespelare, att han var en medelmåttig skådespelare som hade haft tur med Mandomsprovet. Hoffman ville bevisa motsatsen. Hoffman har berättat: "Jag var bekymrad över det jag läste i recensioner om Mandomsprovet, att jag inte var en karaktärsskådespelare, vilket jag vill tro att jag är. Det sårade mig. Några av sakerna de skrev i pressen var brutala".

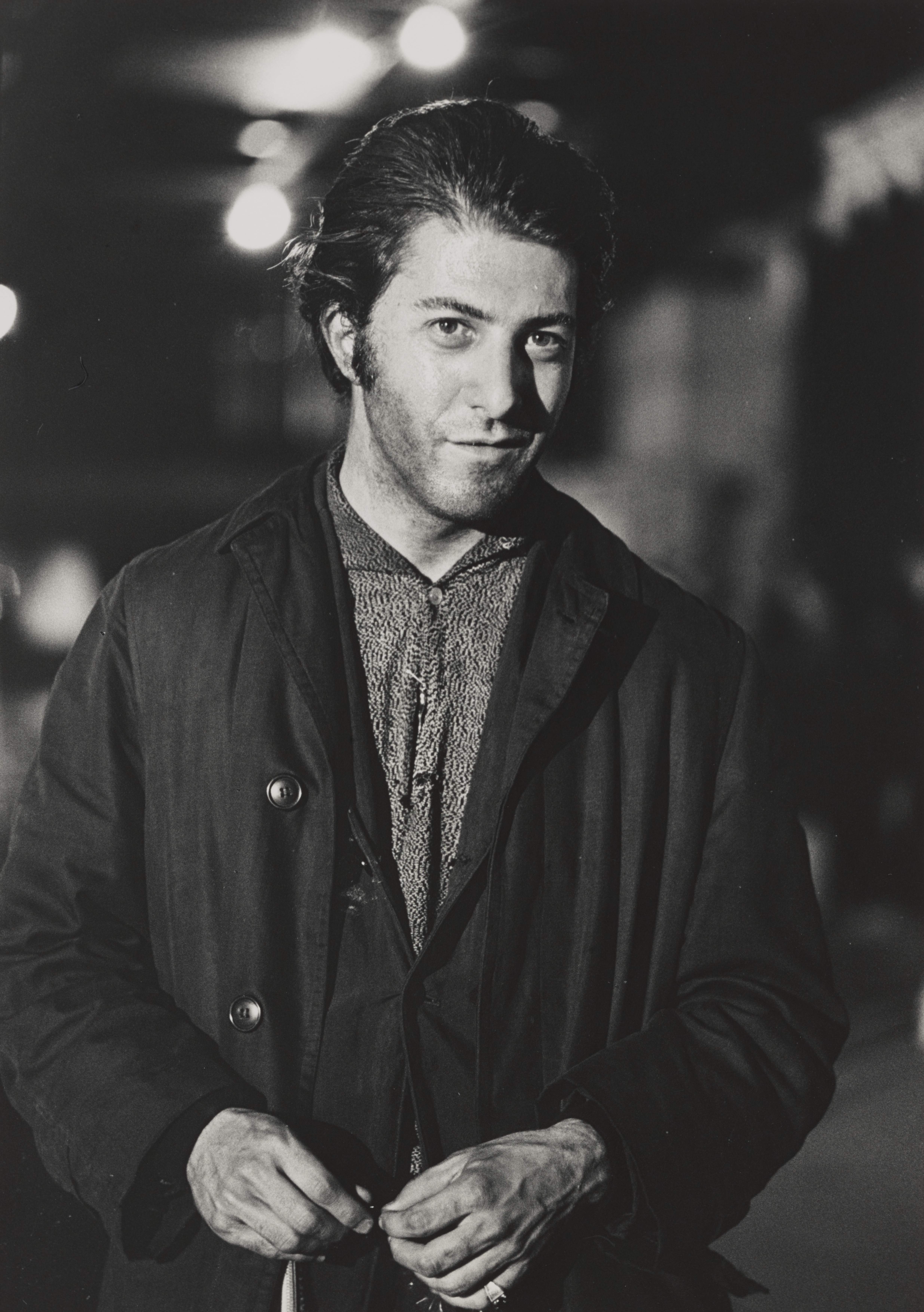
Hoffman på inspelningen av Midnight Cowboy (1969).

John Schlesinger som regisserade Midnight Cowboy var övertygad och imponerad av Hoffman i Mandomsprovet även om han aldrig sett honom i någonting annat. Hoffman bestämde möte med Schlesinger på Times Square och dök upp utklädd som en hemlös med en smutsig rock, håret vattenkammat bakåt och orakad. Schlesinger blev såld och ska enligt egen utsago ha sagt: "Jag har bara sett dig i kontext med Mandomsprovet, men du duger bra". I filmen återförenades Hoffman med sin teaterkollega Jon Voight och båda blev hyllade av kritiker där Gene Siskel skrev för Chicago Tribune: "Jag kan inte komma ihåg ett mer fantastiskt skådespelarpar i någon film någonsin". Jornalisten Peter Biskind beskrev hur viktig Hoffmans skådespel var med filmen: "Midnight Cowboy ger oss gåvan med en av filmhistoriens milstolpe inom framträdanden: Dustin Hoffmans Ratso Rizzo, med Jon Voights Joe Buck på en andra plats. Från en avloppsbrunn med mörk, rutten och även tabubelagt material så räddar det sann humanism, som inte behöver dölja sitt namn".

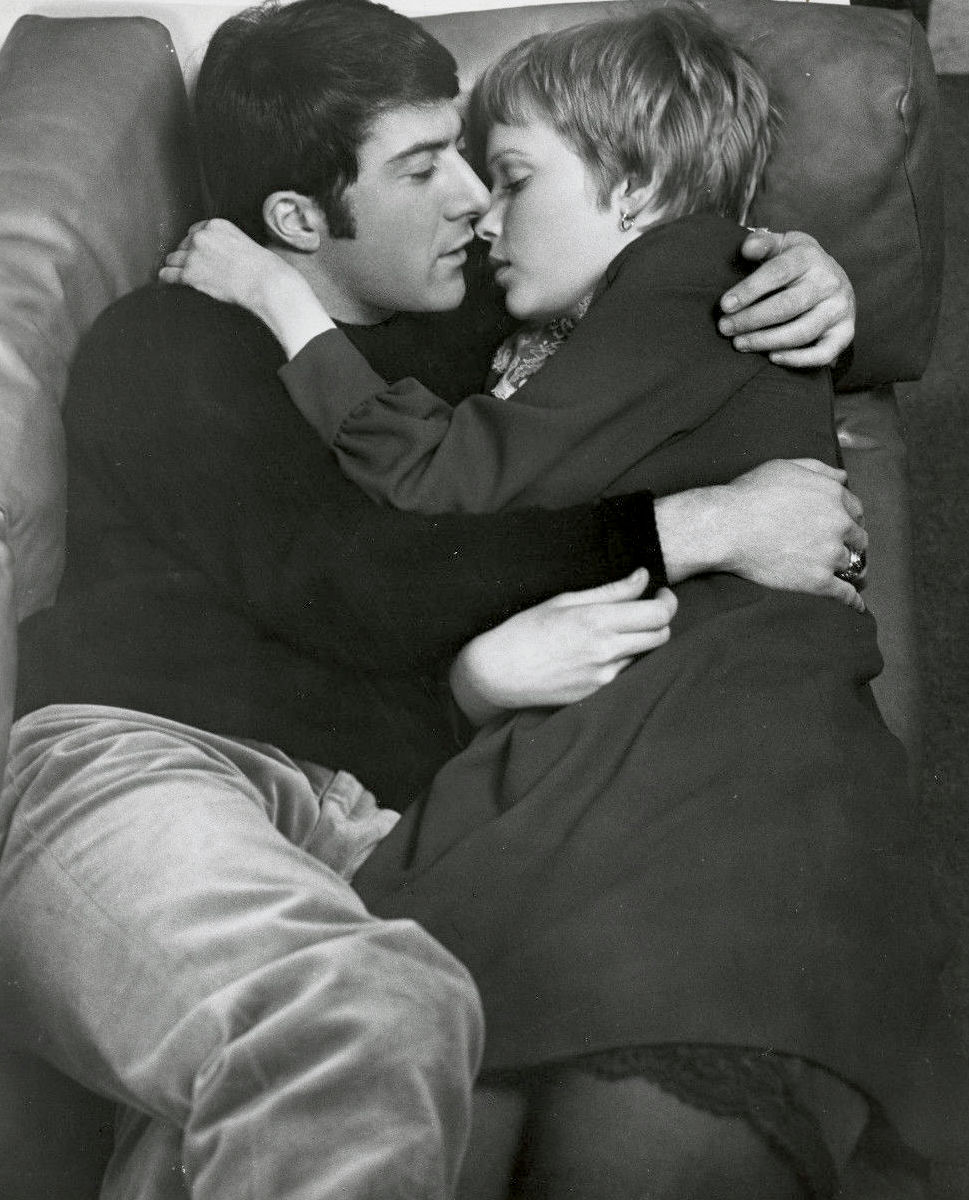
Hoffman och Mia Farrow i John and Mary (1969).

Hoffmans replik: "I'm walkin' here!" har fått stor kulturell påverkan och blev av American Film Institute framröstat som det 27:e viktigaste filmcitatet. Då scenen filmades på New Yorks gator var det inte meningen att en taxi nästan skulle köra på Hoffman. Repliken är improviserad i stunden samtidigt som både Hoffman och Voight stannar i sina karaktärer. Producenten Jerome Hellman har däremot berättat att det Hoffman sade under inspelning var: "I'm doing a movie here!" men att repliken var lätt att dubba över. Hoffman själv vill minnas att han sade båda. Under Oscarsgalan vann filmen för Bästa film och Hoffman nominerades till Bästa manliga huvudroll för andra gången. Sedan 1994 är filmen förvarad i USA:s kongressbibliotek för dess kulturella, historiska och estetiska betydelse.
Direkt efter inspelningen medverkade han tillsammans med Mia Farrow i Peter Yates dramafilm John and Mary (1969). Efter Hoffmans succé med Midnight Cowboy och Farrows framgångar med Rosemarys baby (1968) hamnade de båda på omslaget av Time med rubriken "De unga skådespelarna: stjärnor och antistjärnor". Artikeln markerade och hyllade nya skådespelare som Hoffman och Farrow som den nya generationens stjärnor. Trots ett svagt mottagande vann Hoffman en BAFTA för Bästa manliga huvudroll för sin insats (även för Midnight Cowboy). Han blev även nominerad för en Golden Globe Award i samma kategori.

### Lenny Bruce
Hoffman spelade sedan huvudrollen som Jack Crabb i den då något förbisedda revisionist-western Little Big Man (1970). Filmen låter den 121-åriga karaktären Crabb berätta om sitt liv som uppväxt av urfolket cheyenner. För att få till en hes röst likvärdig åldern skrek han så högt han kunde i en timme innan inspelning. Little Big Man blev hyllad av kritiker och skulle bli en kommersiell framgång. Det var vid prisutdelningssäsongen som filmen sågs som förbisedd då den blev uppmärksammad av BAFTA med tre nomineringar, däribland Hoffman som Bästa skådespelare. På Oscarsgalan nominerades bara Chief Dan George. Senare har filmen utsetts till en av de bästa från 1970-talet och American Film Institute har placerat den bland de 400 bästa amerikanska filmerna. Sedan 2014 är filmen förvarad i USA:s kongressbibliotek för dess kulturella, historiska och estetiska betydelse.

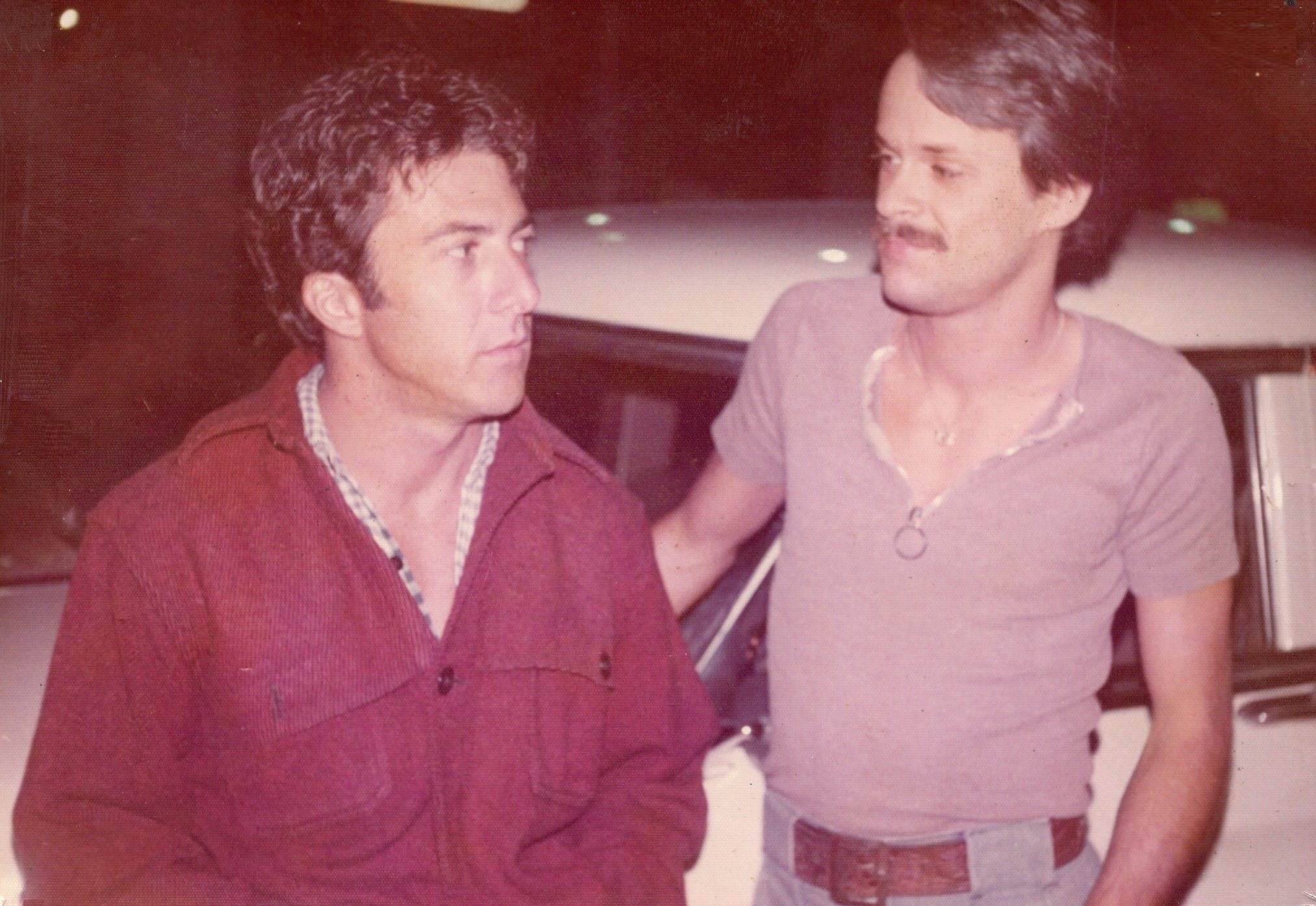
Hoffman och Lars Jacob på inspelningen av Lenny Bruce (1974).

Hoffman fortsatte synas i stora roller med blandat mottagande de följande åren som i Vem är Harry Kellerman och varför snackar han så mycket skit (1971), den kontroversiella Straw Dogs (1971), Kärleksprovet (1972) och Papillon (1973) där han fick möjlighet att spela mot Steve McQueen. Han återvände också till Broadway för att regissera pjäsen All Over Town (1974). Hoffman gjorde återigen en hyllad roll när han porträtterade ståuppkomikern Lenny Bruce i det biografiska dramat Lenny Bruce (1974). Han blev Oscarsnominerad för tredje gången och förväntningarna inför galan var höga då han bland annat mötte Jack Nicholson och Al Pacino i sin kategori. Många kritiker såg Nicholson som den självklara vinnaren men många hoppades på Hoffman, särskilt efter att ha blivit snuvad på Midnight Cowboy. I slutändan vann Art Carney.
Lenny Bruce baserades på en pjäs av Julian Barry och genomgick flera filmstudios och manus innan regissören Bob Fosse fick göra sin film. Det kom att slita på regissören både mentalt och fysiskt som jobbade 10-12 timmar om dagen med filmen. Men han ville verkligen göra den och han ville verkligen göra den med Hoffman. Hoffman tackade först nej till rollen då han tyckte manuset inte var bra nog och att han inte riktigt passade i rollen. Men han ändrade sig snart efter att ha läst Bruces biografi och sett inspelade ståupp shower. I en intervju med Playboy sade han: "Jag började känna en samhörighet med honom, en insikt att det fanns mycket av Lenny Bruce i mig. Min fru kände så också. Jag kände att jag behövde utnyttja min spontanitet eftersom han var så spontan. Jag beundrade hans mod, den intimiteten är vad en skådespelare är ute efter. Jag kom på mig själv med att jag vill känna honom, och att vi skulle vara vänner. Han var en provokatör, och jag älskar att provocera".

### Alla presidentens mänochMaratonmannen
Hoffman följde upp med att även porträttera The Washington Post-journalisten Carl Bernstein i den biografiska Alla presidentens män (1976) som tillsammans med sin partner Bob Woodward (Robert Redford) avslöjar Watergateaffären. Baserad på deras bok släpptes filmen bara två år efter de riktiga händelserna och även om Hoffman spelar en helt annan dramatisk roll än sin föregående som Lenny Bruce har de också likheten att båda är män som möter övergrepp från institutionell makt, övergrepp vilken samhället har en tendens att ignorera. Författaren James Morrison jämförde de båda rollerna: "Medan Hoffman med Lenny Bruce i Lenny Bruce (1974) spelar en martyr för etablissemangets förtryck spelar han i Alla presidentens män en journalist som avslöjar presidentiella förbrytelser."
För att förberedda för sina roller besökte både Hoffman och Redford The Washington Post i flera månader och deltog i arbetet på kontoret och nyhetskonferenser. Filmen blev unisont kritikerrosad och en stor komersiell framgång. Bland filmens åtta Oscarsnomineringar fanns inte Hoffman med bland nomineringarna trots kritikers hyllningar för hans insats. Han skulle dock bli nominerad för en BAFTA och tillsammans med Redford är de placerade på plats 27 med American Film Institutes lista AFI's 100 Years...100 Heroes & Villains. Filmen är även med på flera listor om de bästa politiska filmerna. Vincent Canby på The New York Times kallade den "en trollbindande detektivfilm" och om Hoffmans insats skrev han: "Filmens styrka är den virtuella vardagliga noteringen om hur Bernstein och Woodward genomförde sina undersökningar". Sedan 2010 är filmen förvarad i USA:s kongressbibliotek för dess kulturella, historiska och estetiska betydelse.
Samma år återförenades Hoffman med John Schlesinger i Maratonmannen, som baserades på romanen med samma namn av William Goldman. Hoffman spelar huvudrollen, hjälten Babe Levy, en deltids långdistanslöpare och nyligen examinerad student som plötsligt blir jagad av den förrymda nazisten Christian Szell spelad av Laurence Olivier. För att sätta sig in i rollen som någon som befinner sig under svår emotionell stress så lät Hoffman bli att sova under flera dagar och tillät sig att förbli ovårdad och ohälsosam. Olivier ska ha uttryckt en oro när Hoffman dök upp för inspelning en dag. Hoffman fick förklara vad han hade gjort och Olivier ska ha svarat: "Kära pojk! Försök med skådespel nästa gång. Det är mycket enklare".
Hoffman var besviken på hur romanen slutade och hade dispyter med Goldman, som också skrev manuset. Hoffman sade i en intervju: "Jag uppmanades, som karaktären, att skjuta rakt på Laurence Oliviers karaktär Dr. Szell och döda honom i den sista scenen. Jag sa att jag inte kunde göra det. Goldman var ganska upprörd över det, för att, först och främst, hur vågar jag? Han skrev boken. 'Ditt jobb är inte att skriva om – Ditt jobb är att spela den så som den är skriven'. Det blev otäckt och jag sa, 'anställ någon annan'. Jag kom ihåg att Goldman svarade, 'Varför kan du inte göra det? Är du så mycket av en jude?' Då sade jag, 'Nej, men jag vägrar spelar en jude som kallhjärtat dödar en annan människa' och det är viktigt för mig att jag inte sköt honom i slutet. Att vara en jude är att inte förlora sin mänsklighet eller sin själ." Filmen blev oavsett en framgång både finansiellt och bland kritiker.

### Kramer mot Kramer
Hoffman anställdes först som regissör till sin nästa film Inte en chans (1978) men slarvade något med budgeten och blev ersatt av Ulu Grosbard efter bara en dags inspelning. Han spelade också huvudrollen som tjuven Max Dembo och skulle få positiva recensioner även om recensenter inte tyckte Hoffman levde upp till sina föregående roller. Filmen gick över sin ursprungliga budget och lyckades inte spela in sin produktionskostnad. I sitt nästa projekt med Mysteriet Agatha (1979) skulle han däremot bära upp en varm, sympatisk, humoristisk och känslig karaktär i kontrast med sin medskådespelare Timothy Daltons kalla och likgiltiga karaktär. Gary Arnold på The Washington Post skrev om Hoffman: "I synnerhet Dustin Hoffmans framträdande är ett av hans mest vinnande porträtt i sin karriär, vilket gör Mysteriet Agatha till en överraskande glamorös och berusande underhållning."
Hoffman som själv genomgick en skilsmässa spelade en ensamstående far i dramat Kramer mot Kramer (1979) som handlar om det gifta paret Kramer och hur deras uppbrott påverkar alla runtomkring dem, inklusive deras unga son. Rollen krävde att Hoffman först agerade som en avtrubbad reklamchef för att sedan bli en känslig och bekymrad ensamstående far efter att hans fru (spelad av Meryl Streep) lämnar honom och deras sexåriga son, Billy (spelad av Justin Henry). Hoffman har om att skilja sig samtidigt på film som i verklighet sagt: "Att ge mig själv tillåtelse att inte bara vara i nuet utan också en far blev en sorts uppenbarelse för mig vid tidpunkten, som gjorde att jag kunde fortsätta arbeta. Jag kom närmare att vara en far genom att spela en far. Vilket smärtar mig att säga." Rollen påminde också honom om kärleken till barn i allmänhet och sade: "Barn är mer intressanta än någonting annat. Jag går och lämnar mitt barn på skolan varje dag och jag gillar inte att lämna skolan. Jag skulle vilja sitta med på de där små stolarna vid de där små borden och leka. Ett barns kärlek är som en drog. Att ha ett barn som slår armarna runt dig – det är en tripp. Folk pratar om vilket rus heroin ger dig: Jag skulle säga att barn ger dig det ruset".
Kramer mot Kramer blev en oerhörd succé och blev det årets mest inkomstbringande film. Den blev unisont hyllad av kritiker med fokus på regin, manuset och skådespelarna, särskilt Hoffman och Streep. Filmen fick 9 nomineringar på Oscarsgalan varav den vann 5 däribland Bästa film, Bästa regi, Bästa manus och Streep för Bästa kvinnliga huvudroll. Även Hoffman fick sin första Oscar för Bästa manliga huvudroll. Exakt samma vinster väntade på Golden Globe Awards. Hoffman berömde regissören Robert Benton, särskilt för den höga känslomässiga nivån som var viktig i många av scenerna: "Perfekta regissörer gör dig känslomässig. Under Kramer mot Kramer gjorde Robert Benton mig känslomässig. Han kämpade så hårt med mig. När jag inte trodde jag kunde göra en scen igen så sade jag, 'Jag kan inte ge dig det, jag har det inte.' Då gav han mig en uttryck och satte igång kameran och sade, 'Okej, det här är din'. Han fick dig att göra det för honom – att ge honom en."

### Tootsie
Hoffmans medverkade sedan tillsammans med Jessica Lange i den romantiska komedin Tootsie (1982) där han spelar den kämpande skådespelaren Michael Dorsey som klär ut sig till kvinna för att landa en roll i en såpopera. Under regissören Sydney Pollacks ledning krävde Hoffmans roll "ett ständigt bombardemang av motsatser – djärv sen rolig, romantisk sen realistisk, mjuk sedan darrande". Hoffman tyckte inspelningen var svår då han inte fick den tid att förbereda sig som Pollack hade lovat. "Jag gillar att vara väl förbered och jag tror att en films succé eller misslyckande många gånger bestäms innan inspelningen börjar. Jag ville repetera väldigt mycket. Jag blev lovad två veckor och sörjde när jag inte fick det. Vi gjorde det också riskfyllt genom att påbörja inspelningarna innan manuset var färdigskrivet" sade Hoffman i en intervju.

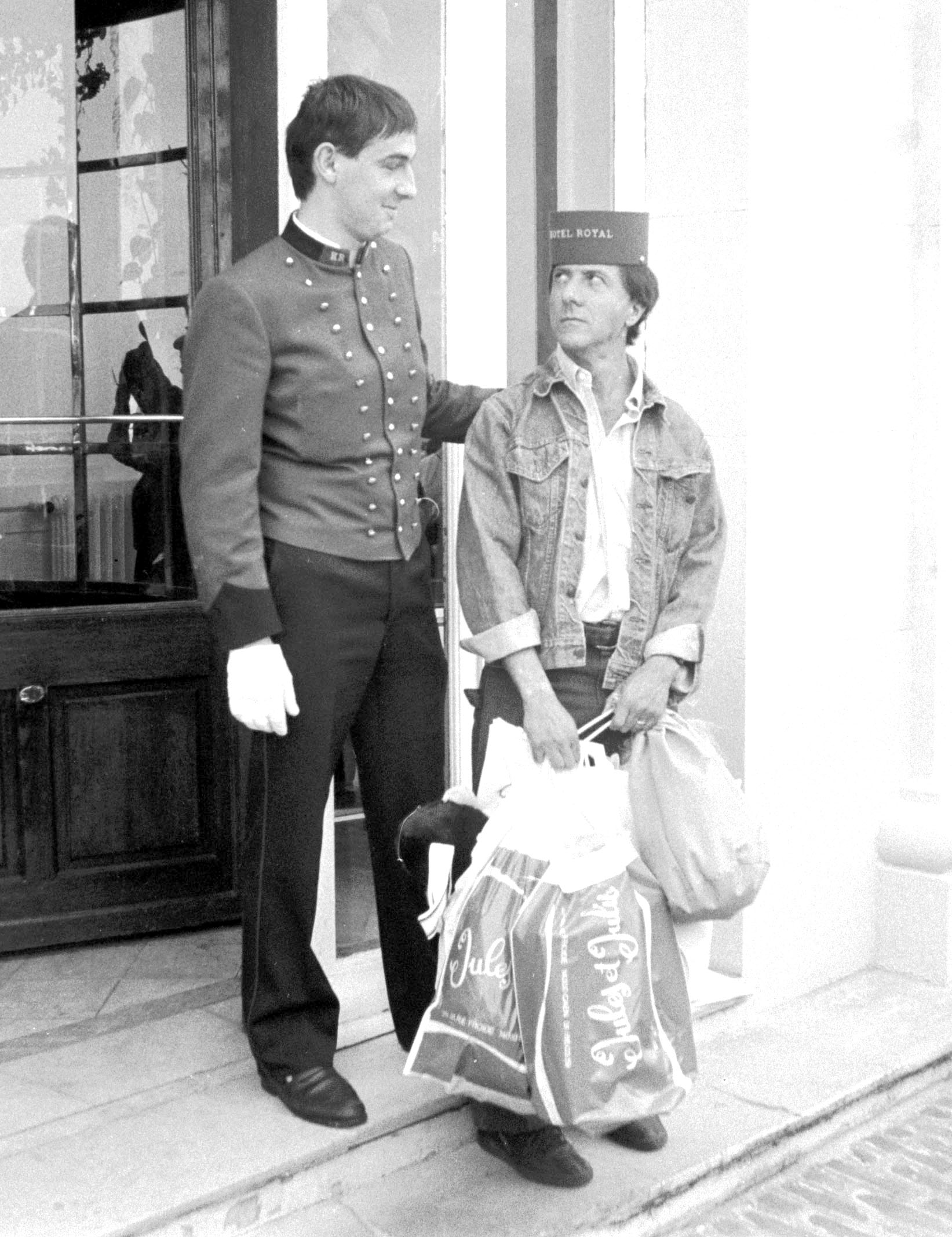
Hoffman på Deauville American Film Festival i Normandie, september 1985.

Tootsie blev trots Hoffmans tvivel en stor publikframgång och det årets näst mest inkomstbringande film. Den blev också kritikerrosad, särskilt för sin humor, dialog, samhällskritik samt Langes och Hoffmans rollprestationer. Den fick också tio Oscarsnomineringar, däribland Hoffman för sin femte nominering i kategorin Bästa manliga huvudroll. Sedan 1998 är filmen förvarad i USA:s kongressbibliotek för dess kulturella, historiska och estetiska betydelse. Efter Tootsie ska Hoffman ha haft svårt att hitta arbeten efter att han förolämpat en "väldigt mäktig" Hollywood profil, något som han varnade Gary Oldman för. Året efter skulle han spela i filmen The Yellow Jersey, som skulle ha en handling runt Tour de France och var mycket passionerad över projektet och gick in i en producentroll. Efter oenigheter med regissören Michael Cimino fann de ingen ny och filmens producenter lade ner projektet. Istället återvände Hoffman till teatern först genom att donera en stor summa pengar till teaterföretaget The Mirror Theater Ltd tillsammans med Paul Newman och Al Pacino. Företaget startades av Lee Strasbergs styvdotter Sabra Jones. Han spelade sedan huvudrollen som Willy Loman i en Broadwayuppsättning av En handelsresandes död (1984).

### Vidare karriär
Hoffman fick sin andra Oscar 1989 för rollen som den autistiske Raymond i Rain Man (1988).
År 1996 grundade Dustin Hoffman produktionsfirman Punch Productions. Bland bolagets projekt hör satirfilmen Wag the Dog (1997).

### Privatliv
Dustin Hoffman var gift med skådespelaren Anne Byrne mellan 1969 och 1980. Han adopterade hennes dotter från ett tidigare äktenskap och de fick även en gemensam dotter, född 1970. 
Han gifte sig med affärskvinnan Lisa Gottsegen 1980, med vilken han fick två söner och två döttrar, födda 1981, 1983, 1984 och 1987. 

## Filmografi

### Film
| År   | Titel                                                              | Roll                                     | Notering                       |
| ---- | ------------------------------------------------------------------ | ---------------------------------------- | ------------------------------ |
| 1967 | The Tiger Makes Out                                                | Hap                                      |                                |
| 1967 | Mandomsprovet                                                      | Benjamin Braddock                        |                                |
| 1968 | Madigans miljon                                                    | Jason Fister                             |                                |
| 1969 | Sunday Father                                                      | En söndagspastor                         | Kortfilm                       |
| 1969 | Midnight Cowboy                                                    | Ratso / Enrico Salvatore "Rico" Rizzo    |                                |
| 1969 | John and Mary                                                      | John                                     |                                |
| 1970 | Little Big Man                                                     | Jack Crabb                               |                                |
| 1971 | Vem är Harry Kellerman och varför snackar han så mycket skit       | Georgie Soloway                          |                                |
| 1971 | The Point                                                          | Berättare / Fader                        | TV-film, röstroll              |
| 1971 | Straw Dogs                                                         | David Sumner                             |                                |
| 1972 | Kärleksprovet                                                      | Alfredo Sbisà                            |                                |
| 1973 | Papillon                                                           | Louis Dega                               |                                |
| 1974 | Lenny Bruce                                                        | Lenny Bruce                              |                                |
| 1976 | Alla presidentens män                                              | Carl Bernstein                           |                                |
| 1976 | Maratonmannen                                                      | Thomas Babington "Babe" Levy             |                                |
| 1978 | Inte en chans                                                      | Max Dembo                                | Även producent                 |
| 1979 | Mysteriet Agatha                                                   | Wally Stanton                            |                                |
| 1979 | Kramer mot Kramer                                                  | Ted Kramer                               |                                |
| 1982 | Tootsie                                                            | Michael Dorsey / Dorothy Michaels        |                                |
| 1985 | En handelsresandes död                                             | William "Willy" Loman                    | TV-film                        |
| 1987 | Ishtar                                                             | Chuck Clarke                             |                                |
| 1988 | Rain Man                                                           | Raymond Babbitt                          |                                |
| 1989 | Common Threads: Stories from the Quilt                             | Berättare                                | Dokumentär                     |
| 1989 | Family Business                                                    | Vito McMullen                            |                                |
| 1990 | Dick Tracy                                                         | Mumbles                                  |                                |
| 1991 | Billy Bathgate                                                     | Dutch Schultz                            |                                |
| 1991 | Hook                                                               | Kapten James Krok                        |                                |
| 1991 | A Wish for Wings That Work                                         | Milquetoast the Cross-Dressing Cockroach | TV-film, röstroll, okrediterad |
| 1992 | Slumpens hjälte                                                    | Bernie LaPlante                          |                                |
| 1995 | Outbreak – i farozonen                                             | Överste Sam Daniels                      |                                |
| 1996 | Sleepers                                                           | Danny Snyder                             |                                |
| 1996 | American Buffalo                                                   | Walt "Teach" Teacher                     |                                |
| 1997 | Mad City                                                           | Max Brackett                             |                                |
| 1997 | Wag the Dog                                                        | Stanley Motss                            |                                |
| 1998 | Sphere – farkosten                                                 | Dr. Norman Goodman                       |                                |
| 1999 | A Walk on the Moon                                                 | –                                        | Enbart producent               |
| 1999 | Jeanne d'Arc                                                       | Jeanne d’Arcs samvete                    |                                |
| 2001 | Tuesday                                                            | Okänd karaktär                           | Röstroll, kortfilm             |
| 2002 | Moonlight Mile                                                     | Ben Floss                                |                                |
| 2003 | Confidence                                                         | Winston Ling                             |                                |
| 2003 | De utvalda                                                         | Wendell Rohr                             |                                |
| 2004 | Finding Neverland                                                  | Charles Frohman                          |                                |
| 2004 | I Heart Huckabees                                                  | Bernard Jaffe                            |                                |
| 2004 | Familjen är värre                                                  | Bernie Focker                            |                                |
| 2004 | Lemony Snickets berättelse om syskonen Baudelaires olycksaliga liv | Kritikern                                | Okrediterad Cameo              |
| 2005 | Zuper-Zebran                                                       | Tucker                                   | Röstroll                       |
| 2005 | The Lost City                                                      | Meyer Lansky                             |                                |
| 2006 | Parfymen: Berättelsen om en mördare                                | Giuseppe Baldini                         |                                |
| 2006 | Stranger than Fiction                                              | Professor Jules Hilbert                  |                                |
| 2006 | Follow My Lead (50 cent feat. Robin Thicke)                        | Psykolog                                 | Kortfilm / musikvideo          |
| 2006 | The Holiday                                                        | Sig själv                                | Okrediterad Cameo              |
| 2007 | Den magiska leksaksaffären                                         | Herr Mackapär (Mr. Edward Magorium)      |                                |
| 2008 | Kung Fu Panda                                                      | Mäster Shifu                             | Röstroll                       |
| 2008 | Kung Fu Panda: Secrets of the Furious Five                         | Mäster Shifu                             | Röstroll, kortfilm             |
| 2008 | Last Chance Harvey                                                 | Harvey Shine                             |                                |
| 2008 | Sagan om Despereaux                                                | Roscuro                                  | Röstroll                       |
| 2010 | Barneys många liv                                                  | Israel "Izzy" Panofsky                   |                                |
| 2010 | Jews and Baseball: An American Love Story                          | Berättare                                | Dokumentär                     |
| 2010 | Little Fockers                                                     | Bernie Focker                            |                                |
| 2011 | Kung Fu Panda 2                                                    | Mäster Shifu                             | Röstroll                       |
| 2011 | Kung Fu Panda: Secrets of the Masters                              | Mäster Shifu                             | Röstroll, kortfilm             |
| 2012 | Kvartetten                                                         | –                                        | Enbart regissör                |
| 2014 | Chef                                                               | Riva                                     |                                |
| 2014 | Boychoir                                                           | Carvelle                                 |                                |
| 2014 | The Cobbler                                                        | Abraham Simkin                           |                                |
| 2015 | The Program                                                        | Bob Hamman                               |                                |
| 2015 | Mr. Hoppys hemlighet                                               | Mr. Henry Hoppy                          | TV-film                        |
| 2016 | Kung Fu Panda: Rullens hemligheter                                 | Mäster Shifu / Warrior                   | Röstroll, kortfilm             |
| 2016 | Kung Fu Panda 3                                                    | Mäster Shifu                             | Röstroll                       |
| 2017 | The Meyerowitz Stories                                             | Harold Meyerowitz                        |                                |
| 2019 | Labyrinten                                                         | Doctor Green                             |                                |
| 2022 | As They Made Us                                                    | Eugene                                   |                                |
| 2022 | Sam & Kate                                                         | Bill                                     |                                |
| 2024 | Kung Fu Panda 4                                                    | Mäster Shifu                             |                                |
| 2024 | Megalopolis                                                        | Nush Berman                              |                                |

### TV
| År        | Titel                        | Roll                         | Notering                                       |
| --------- | ---------------------------- | ---------------------------- | ---------------------------------------------- |
| 1961      | Naked City                   | Lester Stenton               | Avsnitt: "Sweet Prince of Delancey Street"     |
| 1962      | Försvarsadvokaterna          | Robert Burke                 | Avsnitt: "The Voices of Death"                 |
| 1963      | Naked City                   | Finney                       | Avsnitt: "Barefoot on a Bed of Coals"          |
| 1965      | Försvarsadvokaterna          | Buddy                        | Avsnitt: "A Matter of Law and Disorder"        |
| 1965      | The Nurses                   | Larson                       | Avsnitt: "The Civil"                           |
| 1966      | NET Playhouse                | Zoditch                      | Avsnitt: "The Journey of the Fifth Horse"      |
| 1966      | NET Playhouse                | Hanus Wicks                  | Avsnitt: "The Star-Wagon"                      |
| 1967      | ABC Stage 67                 | J.J. Semmons                 | Avsnitt: "The Trap Old Man"                    |
| 1968      | Premiere                     | Arthur Greene                | Avsnitt: "Higher and Higher, Attorneys at Law" |
| 1990      | The Earth Day Special        | Everylawyer                  | TV-special                                     |
| 1991      | The Simpsons                 | Mr. Bergstrom                | Röstroll, avsnitt: "Lisa's Substitute"         |
| 2002-2003 | Liberty's Kids               | Benedict Arnold              | Röstroll, 4 avsnitt                            |
| 2005      | Curb Your Enthusiasm         | Larry's Guide #1             | Avsnitt: "The End"                             |
| 2010      | Kung Fu Panda – Vinterfesten | Mäster Shifu                 | TV-special                                     |
| 2011-2012 | Luck                         | Chester "Ace" Bernstein      | 9 avsnitt, även producent                      |
| 2016      | Medici                       | Giovanni di Bicci de' Medici | 5 avsnitt                                      |

### Teater
| År   | Titel                                      | Roll              | Teater                                  | Notering                 |
| ---- | ------------------------------------------ | ----------------- | --------------------------------------- | ------------------------ |
| 1961 | A Cook for Mr. General                     | Ridzinski         | Playhouse Theatre, London               |                          |
| 1962 | Write Me a Murder                          | Konstapel Hackett | Rabbit Run Theatre, Madison, Ohio       |                          |
| 1962 | The Days and Nights of BeeBee Fenstermaker | –                 | Sheridan Square Playhouse, New York     | Enbart regiassistent     |
| 1964 | Three Men on a Horse                       |                   | McCarter Theatre, Princeton University  |                          |
| 1965 | Harry, Noon and Night                      | Emmanuel          | The American Place Theatre, New York    |                          |
| 1965 | Utsikt från en bro                         | –                 | Sheridan Square Playhouse, New York     | Enbart regiassistent     |
| 1965 | The Subject Was Roses                      | Timmy Clearly     | Belasco Theatre, New York               | Inhoppare, även scenchef |
| 1966 | The Journey of the Fifth Horse             | Zoditch           | The American Place Theatre, New York    |                          |
| 1966 | Eh?                                        | Valentine Brose   | Circle in the Square Theatre, New York  |                          |
| 1967 | Two for the Seesaw                         | –                 | Fargo-Moorhead Community Theatre, Fargo | Enbart regissör          |
| 1967 | The Time of Your Life                      | –                 | Fargo-Moorhead Community Theatre, Fargo | Enbart regissör          |
| 1968 | Jimmy Shine                                | Jimmy Shine       | Brooks Atkinson Theatre, New York       |                          |
| 1974 | All Over Town                              | –                 | Booth Theatre, New York                 | Enbart regissör          |
| 1984 | En handelsresandes död                     | Willy Loman       | Broadhurst Theatre, New York            |                          |
| 1989 | Köpmannen i Venedig                        | Shylock           | 46th Street Theatre, New York           |                          |